# ZX Spectrum Next
Lo ZX Spectrum Next è un home computer uscito nel 2020 per gli appassionati di retrogaming e retrocomputing, compatibile con lo storico ZX Spectrum, con l'aggiunta di funzionalità più moderne.

## Storia
Lo ZX Spectrum a suo tempo fu un computer molto diffuso e imitato, in Europa e Sudamerica. Anni dopo, Chris Smith effettuò l'ingegneria inversa della ULA dello Spectrum e ciò permise di riprodurne molto fedelmente le funzionalità su nuovo hardware FPGA, portando alla creazione di molti cloni amatoriali, come gli italiani Chrome e ZX Badaloc.
Nel 2015, in Brasile, Victor Trucco e Fabio Belavenuto riprodussero su sistema FPGA le schede madri dei cloni brasiliani d'epoca Microdigital TK85 e Microdigital TK90 X, quindi Trucco contattò l'amico Henrique Olifiers nel Regno Unito per cercare di farne un prodotto professionale. Olifiers aveva legami con la Sky, proprietaria del vecchio marchio Sinclair Research (storica produttrice dello Spectrum), e chiese la licenza di utilizzare il logo Sinclair. Coinvolse anche Rick Dickinson, storico designer della Sinclair, per realizzare un nuovo case (Dickinson effettuò il design, ma morì nel 2018, prima della commercializzazione).
Per finanziare la produzione, nel 2017 si fece una raccolta fondi su Kickstarter, che ebbe successo, raccogliendo 723 390 £ da  3 113 sostenitori, contro le 250 000 £ inizialmente preventivate. Nel 2020 avvenne la consegna delle prime unità di ZX Spectrum Next.
La domanda crebbe e ci fu una seconda raccolta su Kickstarter, che arrivò a 1 847 106 £ e 5 236 sostenitori, un successo commentato dalla BBC come il "ritorno ufficiale della Sinclair".
Questa volta ci furono molti problemi, tra cui un cambio dell'FPGA dal modello Spartan 6 all'Artix 7, necessario per motivi di costi, che richiese una riprogettazione del sistema. La consegna definitiva del nuovo lotto tardò dal 2021 inizialmente previsto al dicembre 2023. L'avvio di un terzo Kickstarter è in programma nel 2024.
Il progetto è open source ed esistono anche cloni dello stesso Next, come l'N-Go prodotto da ManuFerHi, ed emulatori software gratuiti, come Cspect e Zesarux.

## Caratteristiche

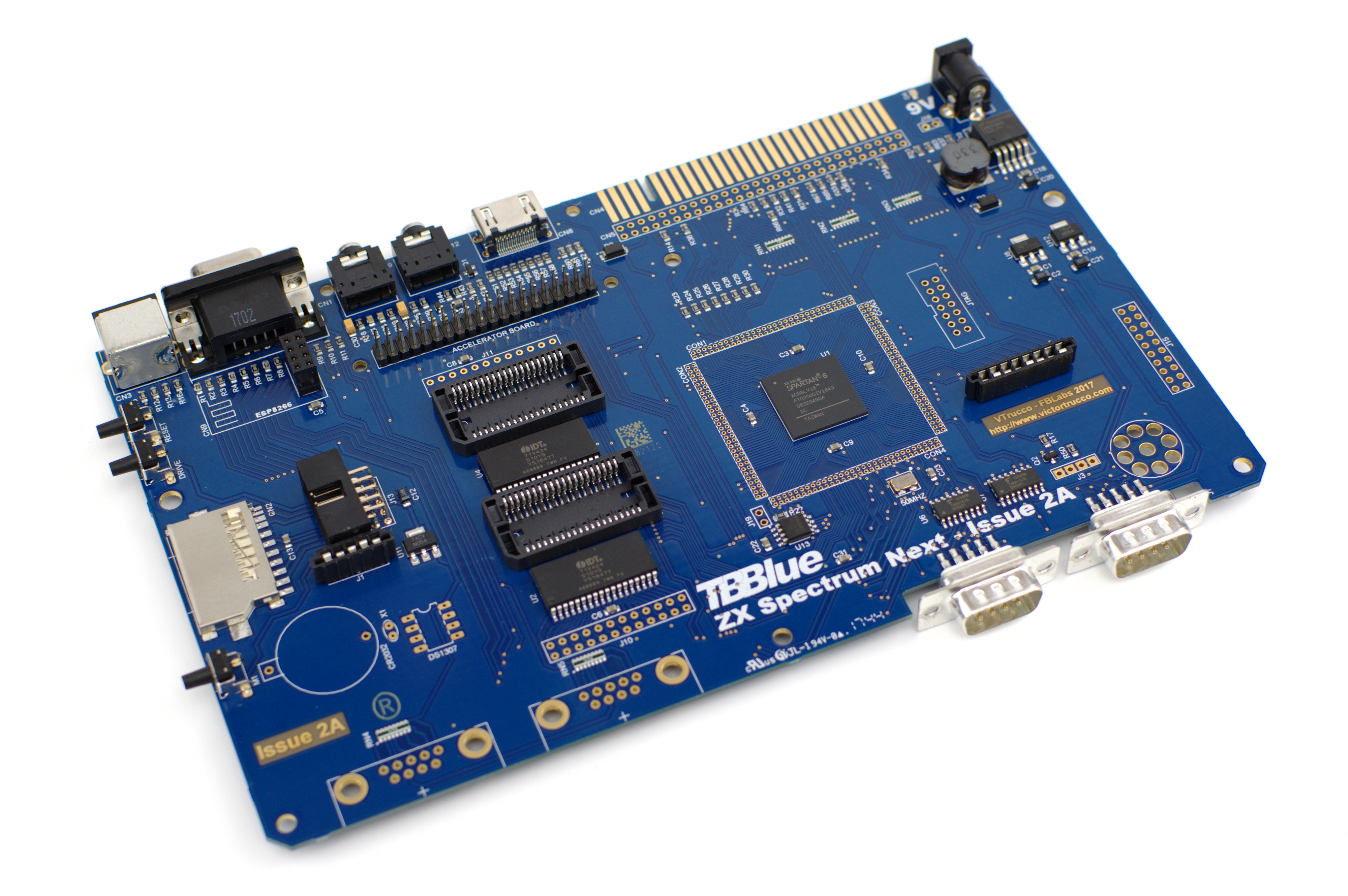
Scheda madre della versione 2A

Lo ZX Spectrum Next si basa sul processore Zilog Z80, come lo Spectrum originale, ma riprodotto su FPGA, con velocità fino a 28 MHz e con RAM fino a 2 MB. Il sistema operativo è NextOS, compatibile con esxDOS (una preesistente estensione per gestire memorie di massa moderne su ZX Spectrum), ed è supportato il CP/M Plus.
La grafica è fino alla risoluzione 640x256 pixel e 512 colori, con supporto sprite e supporto modalità schermo del Timex Sinclair 2068. Le uscite video sono HDMI e VGA/RGB.
Come memoria di massa sono supportati l'interfaccia DivMMC per le schede SD e il tradizionale registratore a cassette.
La scheda audio è Turbosound Next con tre integrati AY-3-8912.
Sono disponibili porta PS/2 per mouse o per tastiera esterna, due porte joystick configurabili, porta I/O di espansione, collegamento Wi-Fi a Internet, ingresso e uscita audio minijack stereo, e opzionalmente real-time clock e un sistema di accelerazione grafica basato su Raspberry Pi 2. La maggior parte delle porte si trova sul lato posteriore.
Il tutto è racchiuso in un blocco unico di colore nero con tastiera a farfalla, ed è fornito con alimentatore esterno e manuale cartaceo.
Le versioni uscite con il primo e con il secondo Kickstarter hanno alcune differenze soltanto interne.
La retrocompatibilità con il software e l'hardware aggiuntivo per ZX Spectrum è praticamente totale.
L'interfaccia di sistema risiede su una scheda SD fornita con il computer ed è basata su menù nello stile dello ZX Spectrum 128k.
Il NextOS e i software sono aggiornabili direttamente dal sito ufficiale. I programmi non inclusi sono scaricabili dai rispettivi siti gratuiti o negozi online.
Un tasto NMI simula il comportamento delle storiche interfacce Multiface e sospende l'esecuzione per creare snapshot, screenshot e usare strumenti di debug e POKE.
All'avvio, tenendo premuto il tasto spazio, è possibile entrare nella configurazione hardware per selezionare il Next vero e proprio oppure fedeli riproduzioni dello ZX Spectrum 48k o 128k in molte versioni storiche, dello ZX80, dello ZX81, del TS2068, o del Pentagon 128k (un clone sovietico dello Spectrum).
Molte altre macchine storiche potrebbero tecnicamente essere emulate, ma non sono ufficialmente supportate per motivi di copyright: Jupiter Ace, BBC Micro, Acorn Electron, Atari 8-bit, Commodore VIC-20, C64, C16 e Plus/4, Apple II, Oric, MSX, Amstrad CPC 464, SAM Coupé, Vectrex, ColecoVision. I cloni del Next N-Go e ZX-Uno le includono tutte.

## Software
L'uso applicativo dello ZX Spectrum Next è soprattutto per i videogiochi (retrogaming). La comunità dello sviluppo per il Next è molto viva grazie a Internet, anche con prodotti commerciali. Anche programmatori storici dello ZX Spectrum come Jim Bagley, Clive Townsend, Allan Turvey e Simon Butler hanno ripreso a sviluppare per il sistema con le nuove potenzialità del Next. Si possono realizzare giochi fluidi e colorati, in grado di competere con quelli dei computer a 16 bit (la generazione successiva allo Spectrum originale).
Secondo la rivista Retro Computer (2024), alcuni dei software più notevoli per ZX Spectrum Next sono:
- The Way of the Exploding Fist, remake di un classico gioco di arti marziali
- Alien Neoplasma, gioco ispirato ad Alien
- Shovel Adventure, gioco a piattaforme
- TX1696, imitazione del classico gioco sparatutto R-Type
- Head over Heels, versione migliorata di un classico gioco di azione-avventura
- Saboteur, versione migliorata di un classico gioco a piattaforme
- Quantum Storm, imitazione del classico gioco d'azione Arkanoid
- Delta's Shadow, gioco ispirato al platform Power Blade 2 per NES
- NextDAW, software di produzione musicale